# Вимушена посадка (фільм, 1941)
Вимушена посадка (англ. Forced Landing) — американський пригодницький бойовик режисера Гордона Вайлза 1941 року.

## Сюжет
Диктатор з тихоокеанських островів повинен змагатися з військовим пілотом за любов жінки, і відправляє його на провальну місію.

## У ролях
- Річард Арлен — Ден Кендалл
- Ева Габор — Джоанна Ван Даурен
- Дж. Керолл Нейш — Андрос Банчек
- Нільс Астер — полковник Джен Голас
- Михаїл Разумний — Крістмес
- Віктор Варконі — Хендрік Ван Даурен
- Джон Мільян — генерал
- Френк Яконеллі — Зомар, бакалійник
- Гарольд Гудвін — Печнікофф
- Торнтон Едвардс — Феліг, бунтівний лейтенант
- Боббі Діллон — Нандо Банчек
- Джон Галлодет — майор Ксандерс
- Гаррі Ворф — доктор Відлек